# Astyris lunata
Astyris lunata är en snäckart som först beskrevs av Thomas Say 1826.  Astyris lunata ingår i släktet Astyris och familjen Columbellidae. Inga underarter finns listade i Catalogue of Life.